# Église luthérienne ukrainienne
L'Église luthérienne ukrainienne (en ukrainien : Українська Лютеранська Церква) est une Église luthérienne en Ukraine fondée en 1996.
Elle est membre de la Conférence évangélique luthérienne confessionnelle (Confessional Evangelical Lutheran Conference (CELC)).
Elle se singularise notamment par l'usage d'une variante du rite byzantin.
L'Église compte 24 communautés établies et 12 missions. Le nombre de fidèles est d'environ 2 500.
Le primat actuel de l'Église est l'évêque Viatcheslav Horpyntchouk (depuis août 2000).

## Organisation
L'Église compte trois éparchies :
- Éparchie de Kiev
- Éparchie de Galicie
- Éparchie de Tauride